# Rhizocarpon dimelaenae
Rhizocarpon dimelaenae är en lavart som beskrevs av Timdal. Rhizocarpon dimelaenae ingår i släktet Rhizocarpon och familjen Rhizocarpaceae.   Inga underarter finns listade i Catalogue of Life.